# 松浦衣里
松浦 衣里（まつうら えり [7月20日] - は、日本の女優・モデル。静岡県出身。アールジュー所属。

## 出演

### 映画
- アルバイト探偵

### テレビドラマ
- キューティーハニー
- 踊る!さんま御殿!!
- ハラスメントゲーム（テレビ東京）最終話 スーパーの店長役（2018年）
- 獣になれない私たち（日本テレビ）バイヤー役（2018年）
- 1ページの恋（AbemaTV）カフェの店員役
- 相棒 season17（テレビ朝日） IT企業の社員役
- 東京独身男子（テレビ朝日）第1話 メガバンクの顧客役
- スパイラル～町工場の奇跡（テレビ東京）CA役
- ザ、リアリティーショー～突然コマーシャルドラマ （フジテレビ）ヘアメイク役
- 御曹司ボーイズ（AbemaTV）取り巻きの美女役
- 健康カプセル元気の時間（CBCテレビ） 2019年4月21日放送分 再現VTR出演
- 警視庁機動捜査隊216　捜査員役
- 特捜9（テレビ朝日）
- この差って何ですか？　TBS 10月29日放送分
- 警視庁ゼロ係　第5話　半グレ役（テレビ東京）
- 左利きのエレン　特別編　（U-NEXT独占配信）
- 破天荒フェニックス　第一夜　社員役（テレビ朝日）
- ファーストラヴ　庵野美恵子役　（BSプレミアム）
- グランメゾン東京（TBS）江藤の連れの女性役
- 逆襲女の倍返し（関西テレビ）小姑役
- カンパニー（BSプレミアム）社員役
- 警視庁強行犯係、樋口顕（テレビ東京）広瀬久美子役
- プリズム（NHK）1話　カフェの店員役
- オールドルーキー（TBS）2話　高槻の妻役
- テレビ史を揺るがせた100の重大ニュース（TBS）生中継で迫った49日間の真相編
- 世にも奇妙な物語’23 夏の特別編「お姫様クラブ」（2023年6月17日、フジテレビ） - 保護者A 役
- 失踪人捜索班 消えた真実 第1話（2025年4月11日、テレビ東京） - 依頼人 役

### 舞台
- 真夏の夜の夢
- モモと時間どろぼう
- お気に召すまま
- １１匹の猫
- ゴッドブレスユー～夜回り先生～　(日本青年館)
- 双生児　（俳優座劇場）
- 踊れや、弥七　(俳優座劇場)
- 双生児　再演　(俳優座劇場)
- 浅草あちゃらか　（俳優座劇場）
- 浅草あちゃらか　再演（俳優座劇場）
- STRAYDOG seeding公演　月と箱舟
- 浅草あちゃらか　再再公演（新宿シアターサンモール）